# Светий Юрій-об-Щавниці (община)
Община Светий Юрій-об-Щавниці (словен. Občina Sveti Jurij ob Ščavnici) — одна з общин Словенії. Адміністративним центром є місто Светий Юрій-об-Щавниці.
Сільське господарство є головною господарською діяльністю місцевого населення. Озеро Благуш зручне для риболовлі, плавання і піших прогулянок в околицях.

## Населення
У 2011 році в общині проживало 2893 осіб, 1439 чоловіків і 1454 жінок. Чисельність економічно активного населення (за місцем проживання), 1139 осіб. Середня щомісячна чиста заробітна плата одного працівника (EUR), 884,48 (в середньому по Словенії 987.39). Приблизно кожен другий житель у громаді має автомобіль (53 автомобілі на 100 жителів). Середній вік жителів склав 41,3 роки (в середньому по Словенії 41.8). 